# Holthausen (Ronsdorf)
Holthausen ist eine Ortslage im Stadtbezirk Ronsdorf der bergischen Großstadt Wuppertal in Nordrhein-Westfalen.

## Lage
Die Ortschaft liegt im Westen von Ronsdorf im Wohnquartier Ronsdorf-Mitte/Nord auf etwa 325 m ü. NHN. Nur wenige Meter südlich der Ortslage in der Flur Im Saalscheid entspringt der Saalbach, der die nahegelegene Ronsdorfer Talsperre speist und bei der Gaststätte Haus Zillertal in die Gelpe mündet. Auch der westlich entspringende Holthauser Bach ist ein weiterer Zufluss der Gelpe, der die auf einem Höhenrücken gelegene Ortschaft westlich umfließt.

## Geschichte
Holthausen wurde erstmals 1520 erwähnt. 1715 verzeichnete Erich Philipp Ploennies in seinem Werk Topographia Ducatus Montani die Siedlung als Holthusen.
1624 wurde die Waldordnung für [die Markenwälder] Marscheid und Salscheid erlassen. Die Markenbeerbten verpflichteten sich, einen gemeinsamen Schweinestall für die Eichelmast auf dem Hof Holthausen zu unterhalten. 1710 wurden acht Häuser im Ort gezählt.
Der Bergische Innenminister Johann Franz Joseph von Nesselrode-Reichenstein erhielt 1807 zum ersten Mal Kenntnis von der Holthauser Bienenkirmes und stellte fest, dass dies die einzige im Großherzogtum Berg sei. Die schon ältere „Holthauser Bienenkirmes“ diente in erster Linie dem Handel mit Bienenstöcken.  1808 wurde dazu eine Konzession für drei Markttage am ersten Wochenende im Juli erteilt. Aus ihr ist 1949 die „Holthauser Sängerkirmes“ hervorgegangen, die bis 2010 von dem Ronsdorfer Männerchor veranstaltet wurde, während jetzt in jedem Sommer der SV Jägerhaus-Linde die Ausrichtung übernimmt. Die Sänger haben aber an diesem Tag nach wie vor ihren Auftritt.
Auch 1832 war Holthausen Titularort der Holthauser Rotte des ländlichen Außenbezirks der Stadt Ronsdorf. Der laut der Statistik und Topographie des Regierungsbezirks Düsseldorf als Dorf kategorisierte Ort besaß zu dieser Zeit 13 Wohnhäuser und acht landwirtschaftliche Gebäude. Zu dieser Zeit lebten 148 Einwohner im Ort, sieben katholischen und 141 evangelischen Glaubens.
1837 wurde Holthausen im Rahmen der Gebietsbereinigung innerhalb der evangelisch-lutherischen Kirchengemeinden kirchlich von der Lüttringhauser Kirche zur Ronsdorfer Kirche umgemeindet.
Im Gemeindelexikon für die Provinz Rheinland von 1888 werden 15 Wohnhäuser mit 181 Einwohnern angegeben.

## Infrastruktur und Erholung
Holthausen wird im ÖPNV durch die Stadtbuslinie 650 vom „Klinikum Bergisch-Land“ über Holthausen mit dem Zentrum von Ronsdorf verbunden. Durch die Ortschaft bzw. in unmittelbarer Nähe verlaufende zahlreiche gekennzeichnete Wander- und Reitwege wie z. B. der Industrie-Geschichtspfad Historisches Gelpetal, der zu vielen der im Gelpetal gelegenen Zeugnissen der hiesigen (Vor)- Industriekultur führt.
Weitere Wanderwege sind ein Naturfreundeweg mit dem Wegzeichen N, der Ortswanderweg = von der Parkstraße nach Hahnerberg und der Zugangsweg W6 zum Wuppertaler Rundweg.
Im Süden von Holthausen befindet sich in der unmittelbar benachbarten Ortslage Im Saalscheid die HELIOS Klinik Bergisch-Land, eine Reha-Klinik insbesondere für Tumorpatientinnen/Patienten und ein Zentrum für Berufsförderung auf dem Gelände der ehemaligen Lungenheilstätte. Das umgebende parkähnliche Gelände mit dem Löschwasserteich und den Spazierwegen ist Ausgangspunkt für Wanderungen durch die umliegenden Waldgebiete.
In Holthausen gibt es zwei Baumschulen, zwei Reiterhöfe und eine Gaststätte mit Biergarten.